# Hydriomena prasinata
Hydriomena prasinata là một loài bướm đêm trong họ Geometridae.